# 峠の群像
『峠の群像』（とうげのぐんぞう）は、1982年1月10日から12月19日まで放送されたNHK大河ドラマ第20作。
赤穂事件を題材とした作品。

## 概要
江戸時代の元禄と放送時の時代が同じような時代の方向が変化する時期となる「峠」の時代だとする原作者・堺屋太一の観点を軸に、赤穂事件を現代的に描いたドラマ。赤穂藩断絶を現代の企業倒産になぞらえ、仇討ちのヒロイズムよりもサラリーマンつまり赤穂の藩士たちがいかに行動したかを再考する作品となっている。脚本にはデビューして間もない冨川元文が大河ドラマ史上最年少で起用され、これによる各回のサブタイトルがユニークであった。というのも、大河におけるサブタイトルのほとんどは名詞形を主体としており、本作のように動詞形のそれが用いられることはあまり例がないのである。配役面では主役にベテランの緒形拳を起用する一方、当時人気絶頂にあった"たのきんトリオ"のひとり野村義男をはじめ、三田寛子、小泉今日子、錦織一清、薬丸裕英など、次世代のアイドルが多数起用されている。
この作品は1980年に放映されたNHKの水曜時代劇『風神の門』のスタッフがそのまま多く続投しており（音楽の池辺晋一郎や演出の小林平八郎など）、同じく『風神の門』のキャストだった役者も多く出演しているのが特徴でもある。（三浦浩一、小野みゆき、磯部勉、樋口可南子、多岐川裕美、竹脇無我、伊丹十三、寺田農、北見治一、小野ヤスシ、辻萬長、政岡愛子など。主演だった三浦が橋本平左衛門役、小野が平左衛門の恋人役で二人とも一話限りのゲスト出演で、他のキャストはみなレギュラーとして出演した）
なお、女性単独の語り手は本作が初である（女性の語り手は10年前の『新・平家物語』でも存在するが、同作には男性の語り手も存在しており、女性単独ではない）。
大河ドラマにおいて過去の作品と同じ主人公が採用されたのは、本作品が初めてである。
平均視聴率は23.7%、最高視聴率は33.8%。
総集編のDVDが発売されており、NHKアーカイブスでも視聴できる。
1995年に放送された『八代将軍吉宗』で刃傷松の廊下事件が出てくるが、本作の映像が使用された。

## キャスト
- 太字は総集編に登場
- 各登場人物の歴史的事項・史実との違い等については当該記事を参照[1]。

### 赤穂藩・主人公周辺
大石内蔵助
演：緒形拳
赤穂藩の国家老。うろたえたり、ノイローゼ気味になったりもするなど、コミカルな要素も多い。
討ち入りを決意してからは人相がすっかり変わり情け知らずの殺人者となる凄みを見せる。
石野七郎次
演：松平健
浅野家に召抱えられた後、仲が悪い不破数右衛門のもとで塩吟味役として働いていた。当初は塩田開発がうまくいかず周囲から冷たい目で見られていた。しかし、その後の改革で質のよい塩がたくさん作れるようになり、吉良の塩商人を駆逐するまでになった。赤穂藩取り潰しの後は、それ以前にも増して塩作りに力を入れるようになる。討ち入りに対しては批判的。
竹島素良
演：多岐川裕美
石野七郎次に対し、恋心を抱き、彼に対して様々な助言を行う。
討ち入りを批判し、人を生かしよい塩を天下に供するほうが大事と主張する。
大石理玖
演：丘みつ子
良雄の妻。夫や義弟・長広に対し、しばしば金切り声を上げる。
大石主税
演：松本秀人
良雄の嫡男。
大石吉千代
演：北沢輝樹
同じく良雄の次男。
大石くう
演：山下陽子→堀内文子
同じく良雄の娘。
大石るり
演：西嶋真未
同。
浅野内匠頭
演：隆大介
学問や芸術が嫌いな幕府への「御奉公第一」と考える武骨一途の気性。能を延々と観させられ精神不安に陥る。
勅使との同座に辟易し気分が悪くなる。暴発して吉良に刃傷に及ぶ。
片岡源五右衛門
演：郷ひろみ
浅野内匠頭の小姓。赤穂藩取り潰し後、単独で仇討ちを目指していたが、後に大石達に合流する。
中山安兵衛→堀部安兵衛
演：磯部勉
高田馬場の決闘で武勇伝を持つ。
長矩死後に浅野家江戸屋敷に押し入り暴れる江戸町人や浪人たちを鎮圧する。
堀部弥兵衛
演：北見治一
武庸の養父。
不破数右衛門
演：小林薫
ニヒルで不気味な印象を醸し出す浪人。ボサボサ頭。
大野九郎兵衛
演：山内明
石野七郎次の上司で有能な経済官僚的家老。「忠臣蔵」では悪役にされているが、本作では史実に近づけられている。
　原惣右衛門
　演：矢野宣
家老の補佐役的存在。良雄のそばにいて、なにかというと怒鳴り散らす。
武林唯七
演：竹本和正
吉良を斬殺した功労者。
高田郡兵衛
演：名高達郎
武庸の相棒的存在。槍の達人。
内田三郎右衛門
演：久米明
高田郡兵衛のおじ
藤井又左衛門
演：藤木悠
大石良雄に次ぐ上席家老。
奥野将監
演：立原博
西村小次郎
演：戸浦六宏
萱野三平
演：中村梅雀
浅野家への忠義を大切にしたいと考えている。このため、父から他藩への仕官を命じられたとき、それに悩み内匠頭の命日に自害した。
萱野七郎左衛門
演：今福将雄
萱野三平の父
田中貞四郎
演：林邦史朗
早見藤左衛門
演：片岡五郎
矢田五郎右衛門
演：坂西良太
田原伊右衛門
演：所ジョージ
阿久里
演：岡本舞
与之助
演：大門正明
浅野大学
演：東村晃幸
堀部ホリ
演：岩井友見（第14回まで）→五十嵐めぐみ（第27回以降）
堀部安兵衛の妻
小野寺丹
演：鈴木光枝
安井彦右衛門
演：金内吉男
進藤源四郎
演：桑山正一
小山田庄左衛門
演：深水三章
橋本平左衛門
演：三浦浩一
八助（大石家僕）
演：関武志（本作が遺作となった）
鈴田十八
演：辻萬長
塩田開発に従事させられ、七郎次と対立していたが、そのひた向きさに心を打たれ協力するようになる。赤穂藩取り潰し後は、塩田開発に従事していたが、七郎次から、武士をやめて塩田開発を続けるか武士として赤穂を去るかの選択を迫られると、感謝の言葉を述べて赤穂を去った。

### 吉良家と関係者
吉良上野介
演：伊丹十三
高家肝煎。品があり、誤解されやすい人物。公卿に知己が多かったため帰府が遅れ、留守中の長矩の勝手な独断を叱責する。
最期は武林隆重に斬殺された遺体となって小屋から引っ張り出される。
吉良義周
演：山中康仁
小林平八郎
演：寺田農
清水一学
演：錦織一清
山吉新八
演：峰岸徹
上杉綱憲
演：松橋登
色部又四郎
演：藤岡重慶
四方庵宗徧
演：中村伸郎
吉良家で茶会をする宗匠。

### 将軍家と関係者
徳川綱吉
演：竹脇無我
五代将軍。
柳沢保明→柳沢吉保
演：岡本富士太
綱吉の寵愛を受けている幕府側用人。
町子
演：吉田日出子
吉保の側室。すでに褥を共にしなくなっているものの、京の公家社会との外交問題を保明が相談できる良き話相手。
長矩の切腹を東山天皇はじめ朝廷がみな御悦びになったという兄・正親町公通からの知らせを保明に伝える。
 牧野成貞
演：神田正夫
徳川綱豊
演：'堀内正美
隆光
演：金子信雄
荻生徂徠
演：藤木孝

### 大名旗本と家臣
徳川光圀
演：宇野重吉
前水戸藩主。
伊達村豊
演：薬丸裕英
長矩と同役になった伊予吉田藩の大名。浅野とは先祖の政宗以来の不仲。
浅野綱長
演：山内雅人
赤穂藩に冷たい広島藩の浅野宗家。
亀井茲親
演：田辺宏章
鶴見内蔵助
演：丹波哲郎
堀内伝右衛門
演：小林稔侍
討ち入り後の内蔵助らの預かりを担当。調子のいい成り上がり者。
庄田下総守
演：森山周一郎
新貝弥七郎（新見弥一郎）
演：坂東豊之助
小笠原佐渡守
演：渥美国泰
仙石伯耆守
演：成田次穂
多門伝八郎
演：勝部演之
荒木十左衛門
演：富田浩太郎
榊原采女
演：松村彦次郎
梶川与惣兵衛
演：岩下浩
大友近江守
演：加藤正之
田村右京大夫
演：竜崎勝
脇坂淡路守
演：里居正美
土屋主税
演：龍虎
脇坂兵部
演：小泉博

### 他の赤穂浪士
奥田孫太夫
演：毒蝮三太夫
小野寺十内
演：小栗一也
矢頭右衛門七
演：野村義男
吉田忠左衛門
演：下元勉
吉田沢右衛門
演：桑原一夫
間瀬久太夫
演：増田順司
間瀬孫九郎
演：桜井勝
小野寺幸右衛門
演：小田健八
間喜兵衛
演：村上冬樹
間十次郎
演：倉地雄平
間新六
演：渡辺寛二
磯貝十郎左衛門
演：鷹瀬出
近松勘六
演：神大介
富森助右衛門
演：千波丈太郎
潮田又之丞
演：吉沢健
早水藤左衛門
演：片岡五郎
赤埴源蔵
演：若狭厚
奥田貞右衛門
演：後藤修
矢田五郎右衛門
演：坂西良太
大石瀬左衛門
演：赤羽根明
中村勘助
演：松島敏雄
菅谷半之丞
演：中山剣吾
木村岡右衛門
演：番哲也
千馬三郎兵衛
演：伊藤浩二
岡野金右衛門
演：石原昇
貝賀弥左衛門
演：湊俊一
神崎与五郎
演：小野ヤスシ
寺坂吉右衛門
演：十貫寺梅軒
大高源吾
演：松井範雄
倉橋伝助
演：河合信芳
村松喜兵衛
演：夏木順平
村松三太夫
演：吉田悟
杉野十平次
演：吉岡祐一
勝田新左衛門
演：光石研
前原伊助
演：粟津號
茅野和助
演：野村信次
横川勘平
演：園田裕久
三村次郎左衛門
演：島英司
矢頭長助
演：奥村公延

### その他
嶺善左衛門
演：堀礼文
天野屋利兵衛（天川屋儀兵衛）
演：大門伍朗
稲村義久
演：宮内洋
近藤新吾
演：北詰友樹
茶屋四郎次郎
演：戸沢佑介
近松門左衛門
演：中村梅之助
町人でありながら武士との間のパイプ役としての側面を強く持つ。
大文字屋ゆう
演：古手川祐子
赤穂藩の参勤交代の際、片岡源五右衛門と出会い、彼に恋心を抱くようになる。
飛脚屋伝平
演：愛川欽也
嶋屋美波
演：樋口可南子
和泉屋仁左衛門
演：片岡仁左衛門
岸部屋九郎兵衛
演：今西正男
川口屋甚兵衛
演：梅津栄
鈴木庄蔵
演：拡森信吾
祐海
演：内田朝雄
房五郎
演：花沢徳衛
徳造
演：岡本信人
銀平
演：二見忠男
くめ
演：正司歌江
かる
演：三田寛子
つる
演：小泉今日子
井上医師
演：伊藤正博
茶屋の女
演：あき竹城
薬売り
演：沼田爆
町人
演：千葉繁
夕霧太夫
演：小林麻美
たみ
演：政岡愛子
岩瀬舎人
演：小林尚臣
茶坊主
演：斉川一夫
近藤平八郎
演：小比類巻孝一
宮一郎左衛門
演：金尾哲夫
侍
演：をはり万造
その他
演：市川勇、谷津勲、頭師佳孝、頭師孝雄、富沢美智恵、須永慶、田原アルノ、長克巳、剛たつひと、森康子、滝沢ロコ、宮内幸平、江幡高志、信沢三恵子、依田英助、平井高雄、早川純一、武内文平、小瀬格、広森信吾、水橋和夫、真田健一郎、加賀谷純一、三浦康治、笹入舟作、井上三千男、吉橋定夫、山崎猛、渡辺寛二、桑原一人、藤田直人

## スタッフ
- 原作：堺屋太一『峠の群像』
- 脚本：冨川元文
- 音楽：池辺晋一郎
- 語り手：加賀美幸子
- 演奏：東京コンサーツ
- テーマ音楽演奏：NHK交響楽団
- 指揮：尾高忠明
- 監修：宮本又次、脇田修、齋藤茂
- タイトル文字：望月美佐
- 生活指導：藤間勘誉
- 茶道指導：西原暉子
- 方言指導：桜田千枝子
- 殺陣：岡本隆
- 考証：白井孝昌、磯目篤郎
- 制作：小林猛
- 美術：川口直次、宮井市太郎、増田哲
- 効果：村田幸治、藤野登、西ノ宮金之助
- 技術：設楽国雄、白石健二
- 照明：渡辺恒一、五十嵐義行
- カメラ：飯田孟司、三浦国男、
- 音声：小玉孝、近藤直光
- 記録・編集：高室晃三郎
- 演出：岡本憙侑、小林平八郎、田中賢二／松本守正、池村憲章、渡辺丈太、大津山潮

## 放送
特記が無い限りNHKクロニクルのNHK番組表ヒストリーで確認。

### 通常放送時間
- NHK総合テレビジョン：毎週日曜 20時00分 - 20時45分
- （再放送）NHK総合テレビジョン：毎週土曜 13時25分 - 14時10分[注釈 7]

### 放送日程
- 第1回は24分拡大で放送。
- 第36回は19時59分からニュースを放送したため1分繰り下げ。
- 最終回は15分拡大で放送。

| 放送回                                                     | 放送日   | 題                 |
| ---------------------------------------------------------- | -------- | ------------------ |
| 第1回                                                      | 1月10日  | 高田馬場発赤穂行   |
| 第2回                                                      | 1月17日  | 眠れない夜         |
| 第3回                                                      | 1月24日  | 内蔵助勉強         |
| 第4回                                                      | 1月31日  | 大石初陣三十六歳   |
| 第5回                                                      | 2月 7日  | 内蔵助対内蔵助     |
| 第6回                                                      | 2月14日  | 水戸黄門がんばる   |
| 第7回                                                      | 2月21日  | 七郎次泥まみれ     |
| 第8回                                                      | 2月28日  | 内匠頭あぶない     |
| 第9回                                                      | 3月 7日  | 内蔵助ほえる       |
| 第10回                                                     | 3月14日  | 近松、大石すれ違い |
| 第11回                                                     | 3月21日  | われら浅野消防団   |
| 第12回                                                     | 3月28日  | おのれ上野介       |
| 第13回                                                     | 4月 4日  | 内匠頭がまん       |
| 第14回                                                     | 4月11日  | 遺恨覚えたか       |
| 第15回                                                     | 4月18日  | 内匠頭切腹         |
| 第16回                                                     | 4月25日  | 悲報赤穂へ         |
| 第17回                                                     | 5月 2日  | 近松、赤穂取材中   |
| 第18回                                                     | 5月 9日  | 内蔵助決めた       |
| 第19回                                                     | 5月16日  | 囚われた内蔵助     |
| 第20回                                                     | 5月23日  | 七郎次怒る         |
| 第21回                                                     | 5月30日  | 大石斬られるか     |
| 第22回                                                     | 6月 6日  | さよなら、赤穂城   |
| 第23回                                                     | 6月13日  | 石野組できるか     |
| 第24回                                                     | 6月20日  | 石野組できた       |
| 第25回                                                     | 6月27日  | 仇討ちはさせぬ     |
| 第26回                                                     | 7月 4日  | 大石傷だらけ       |
| 第27回                                                     | 7月11日  | 片岡斬り込む       |
| 第28回                                                     | 7月18日  | 大石動く           |
| 第29回                                                     | 7月25日  | 内蔵助、記者会見   |
| 第30回                                                     | 8月 1日  | 仇討ち組を引き抜け |
| 第31回                                                     | 8月 8日  | 大石暗殺計画       |
| 第32回                                                     | 8月15日  | あの中に、吉良が   |
| 第33回                                                     | 8月22日  | 主税の恋人         |
| 第34回                                                     | 8月29日  | 一人ぬけ二人ぬけ   |
| 第35回                                                     | 9月 5日  | 素良と男ふたり     |
| 第36回                                                     | 9月12日  | 大石家離散         |
| 第37回                                                     | 9月19日  | 内蔵助あそぶ       |
| 第38回                                                     | 9月26日  | おゆう裏切り       |
| 第39回                                                     | 10月 3日 | 仇討ち決定         |
| 第40回                                                     | 10月10日 | 仇討ち連合成る     |
| 第41回                                                     | 10月17日 | 江戸へ向かう       |
| 第42回                                                     | 10月24日 | 吉良の抜け穴       |
| 第43回                                                     | 10月31日 | 上野介は偽者       |
| 第44回                                                     | 11月 7日 | 第一次討ち入り計画 |
| 第45回                                                     | 11月14日 | その日の朝         |
| 第46回                                                     | 11月21日 | 仕度はできた、いざ |
| 第47回                                                     | 11月28日 | 吉良邸突入         |
| 第48回                                                     | 12月 5日 | 上野介最期         |
| 第49回                                                     | 12月12日 | 大石勝った         |
| 最終回                                                     | 12月19日 | 伝説のはじまり     |
| 平均視聴率 23.7%（視聴率は関東地区・ビデオリサーチ社調べ） |          |                    |

### 総集編
| 放送回 | 放送日   | 題             | 放送時間    |
| ------ | -------- | -------------- | ----------- |
| 第一部 | 12月28日 | なつかしの日日 | 21:40-23:10 |
| 第二部 | 12月29日 | 迷い道         | 21:25-22:55 |
| 第三部 | 12月30日 | 伝説へ向かって | 21:05-23:00 |

## メディア
- 総集編：全3巻（VHS）、3枚組 (DVD)
  - 本作は本編映像が現存していながら、完全版が発売されていない唯一の大河作品である。